# Meansville (Géorgie)
Meansville est une ville américaine située dans le comté de Pike, en Géorgie. Selon le recensement de 2020, sa population est de 266 habitants.